# The Last Dinner Party
The Last Dinner Party sono un gruppo musicale britannico di genere indie rock. Legate alla Island Records dal loro esordio discografico, nel 2024 hanno pubblicato il loro primo album Prelude to Ecstasy e vinto alcuni premi nell'ambito dei BRIT Awards e dei BBC Sounds.

## Storia del gruppo
Morris, Davies e Mayland hanno iniziato a esibirsi insieme nel 2020, per poi fare la conoscenza delle altre componenti del gruppo nel 2021 grazie ad amici in comune. Iniziano dunque a esibirsi insieme con lo pseudonimo di The Dinner Party, arrivando l'anno successivo a ottenere un ingaggio per l'apertura di un concerto dei Rolling Stones presso Hyde Park. Nel 2023 firmano un contratto discografico con la Island Records e cambiano il nome del gruppo in The Last Dinner Party.
Nell'aprile 2023 pubblicano il singolo di debutto Nothing Matters, prodotto da James Ford, con cui raggiungono la posizione 22 nella classifica britannica. Nei mesi successivi, oltre a pubblicare altri singoli discografici, aprono dei concerti di Hozier ed eseguono vari concerti come headliner, esibendosi anche nel corso di eventi come il Festival di Glastonbury e Lattitude Festival.
Nel gennaio 2024 vengono premiate con il Brit Award al miglior astro nascente e con il BBC Sound of 2024. Nel febbraio successivo pubblicano il loro album d'esordio Prelude to Ecstasy.

## Stile e influenze musicali
Recensite positivamente dalla critica fin dal loro esordio, sono state paragonati ad artisti come Kate Bush, Siouxsie and the Banshees, Roxy Music, ABBA, Florence and The Machine, Warpaint. Le componenti del gruppo citano inoltre David Bowie come principale fonte d'ispirazione.

## Formazione
- Abigail Morris – Voce
- Lizzie Mayland – Cori, chitarra, flauto
- Emily Roberts – Chitarra principale, mandolino, flauto, cori
- Georgia Davies – Basso, cori
- Aurora Nishevci – Tastiera, organo, pianoforte, sintetizzatore, cori
- Rebekah Rayner – Batteria, percussioni (presente solo nelle performance dal vivo)

## Discografia

### Album in studio
- 2024 – Prelude to Ecstasy

### Singoli
- 2023 – Nothing Matters
- 2023 – Sinner
- 2023 – My Lady on Mercy
- 2023 – On Your Side
- 2024 – Caesar on a TV Screen